# Football League Cup 1963-1964
La Football League Cup 1963-1964 è stata la 4ª edizione del terzo torneo calcistico più importante del calcio inglese. La manifestazione, ebbe inizio il 4 settembre 1963 e si concluse il 22 aprile 1964.
Il trofeo fu vinto dal Leicester City, che nella doppia finale ebbe la meglio sullo Stoke City, con il punteggio complessivo di 4-3.

## Formula
La Football League Cup era riservata alle 92 squadre della Football League. Il torneo era composto da scontri ad eliminazione diretta fino ai quarti di finale, le semifinali e la finale prevedevano invece due match, dove la squadra con il miglior risultato combinato accedeva all'atto conclusivo. Se uno scontro terminava in parità, la sfida veniva ripetuta a campi invertiti fino a quando una delle due contendenti non otteneva la vittoria, mentre in finale, se l'aggregato delle due gare risultava pari, si rigiocava in campo neutro finché non c'era una vincitrice. In caso di pareggio, anche nel replay, si faceva ricorso ai tempi supplementari.
|                              | Squadre che entrano in questo turno                                                                    | Squadre qualificate dal turno precedente    |
| ---------------------------- | --- | ------------------------------------------- |
| Primo turno (36 squadre)     | - 24 squadre dalla Fourth Division - 12 squadre dalla Third Division                                   |                                             |
| Secondo turno (64 squadre)   | - 12 squadre dalla Third Division - 22 squadre dalla Second Division - 12 squadre dalla First Division | - 18 squadre vincitrici del primo turno     |
| Terzo turno (32 squadre)     | | - 32 squadre vincitrici del secondo turno   |
| Quarto turno (16 squadre)    | | - 16 squadre vincitrici del terzo turno     |
| Quarti di finale (8 squadre) | | - 8 squadre vincitrici del quarto turno     |
| Semifinali (4 squadre)       | | - 4 squadre vincitrici dei quarti di finale |
| Finale (2 squadre)           | | - 2 squadre vincitrici delle semifinali     |

## Primo turno
| Squadra 1        | Risultato | Squadra 2        |
| ---------------- | --------- | ---------------- |
| 4 settembre 1963 |           |                  |
| Aldershot        | 3 - 1     | QPR              |
| Bradford PA      | 7 - 3     | Bradford City    |
| Carlisle Utd     | 3 - 2     | Crewe Alexandra  |
| Chesterfield     | 0 - 1     | Halifax Town     |
| Darlington       | 2 - 2     | Barnsley         |
| Doncaster        | 0 - 0     | York City        |
| Gillingham       | 4 - 2     | Bristol City     |
| Lincoln City     | 3 - 2     | Hartlepool Utd   |
| Mansfield Town   | 2 - 1     | Watford          |
| Newport County   | 3 - 4     | Millwall         |
| Oldham Athletic  | 3 - 5     | Workington       |
| Oxford Utd       | 0 - 1     | Exeter City      |
| Reading          | 1 - 1     | Brentford        |
| Rochdale         | 1 - 1     | Chester City     |
| Shrewsbury Town  | 1 - 1     | Bristol Rovers   |
| Southport        | 2 - 1     | Barrow           |
| Torquay Utd      | 1 - 2     | Brighton         |
| Tranmere         | 2 - 0     | Stockport County |

### Replay
| Squadra 1         | Risultato | Squadra 2       |
| ----------------- | --------- | --------------- |
| 11 settembre 1963 |           |                 |
| Barnsley          | 6 - 2     | Darlington      |
| 18 settembre 1963 |           |                 |
| Chester City      | 2 - 5     | Rochdale        |
| 23 settembre 1963 |           |                 |
| Brentford         | 2 - 0     | Reading         |
| Bristol Rovers    | 6 - 2     | Shrewsbury Town |
| York City         | 3 - 0     | Doncaster       |

## Secondo turno
| Squadra 1         | Risultato | Squadra 2         |
| ----------------- | --------- | ----------------- |
| 25 settembre 1963 |           |                   |
| Aston Villa       | 3 - 1     | Barnsley          |
| Blackpool         | 7 - 1     | Charlton          |
| Bradford PA       | 2 - 2     | Middlesbrough     |
| Brentford         | 0 - 0     | Bournemouth       |
| Brighton          | 1 - 1     | Northampton Town  |
| Cardiff City      | 2 - 2     | Wrexham           |
| Colchester Utd    | 5 - 3     | Fulham            |
| Gillingham        | 3 - 0     | Bury              |
| Grimsby Town      | 1 - 3     | Rotherham Utd     |
| Halifax Town      | 4 - 2     | Rochdale          |
| Hull City         | 1 - 0     | Exeter City       |
| Ipswich Town      | 0 - 0     | Walsall           |
| Leeds Utd         | 5 - 1     | Mansfield Town    |
| Leicester City    | 2 - 0     | Aldershot         |
| Luton Town        | 3 - 4     | Coventry City     |
| Manchester City   | 2 - 0     | Carlisle Utd      |
| Millwall          | 3 - 2     | Peterborough Utd  |
| Newcastle Utd     | 3 - 0     | Preston N.E.      |
| Norwich City      | 2 - 0     | Birmingham City   |
| Notts County      | 2 - 1     | Blackburn         |
| Plymouth          | 2 - 2     | Huddersfield Town |
| Portsmouth        | 3 - 2     | Derby County      |
| Scunthorpe Utd    | 2 - 2     | Stoke City        |
| Sheffield Utd     | 1 - 2     | Bolton            |
| Southend Utd      | 2 - 1     | Port Vale         |
| Swansea City      | 3 - 1     | Sunderland        |
| Swindon Town      | 3 - 0     | Chelsea           |
| Tranmere          | 2 - 0     | Southampton       |
| West Ham Utd      | 2 - 1     | Leyton Orient     |
| Workington        | 3 - 0     | Southport         |
| York City         | 1 - 1     | Lincoln City      |

### Replay
| Squadra 1         | Risultato | Squadra 2      |
| ----------------- | --------- | -------------- |
| 2 ottobre 1963    |           |                |
| Middlesbrough     | 2 - 3     | Bradford PA    |
| 3 ottobre 1963    |           |                |
| Walsall           | 1 - 0     | Ipswich Town   |
| 7 ottobre 1963    |           |                |
| Wrexham           | 1 - 1     | Cardiff City   |
| 14 ottobre 1963   |           |                |
| Lincoln City      | 2 - 0     | York City      |
| Northampton Town  | 3 - 2     | Brighton       |
| 16 ottobre 1963   |           |                |
| Stoke City        | 3 - 3     | Scunthorpe Utd |
| 21 ottobre 1963   |           |                |
| Huddersfield Town | 3 - 3     | Plymouth       |
| 4 novembre 1963   |           |                |
| Bournemouth       | 2 - 0     | Brentford      |

### 2° Replay
| Squadra 1       | Risultato | Squadra 2         |
| --------------- | --------- | ----------------- |
| 21 ottobre 1963 |           |                   |
| Wrexham         | 3 - 0     | Cardiff City      |
| 22 ottobre 1963 |           |                   |
| Stoke City      | 1 - 0     | Scunthorpe Utd    |
| 28 ottobre 1963 |           |                   |
| Plymouth        | 1 - 2     | Huddersfield Town |

## Terzo turno
| Squadra 1       | Risultato | Squadra 2         |
| --------------- | --------- | ----------------- |
| 16 ottobre 1963 |           |                   |
| Aston Villa     | 0 - 2     | West Ham Utd      |
| Halifax Town    | 2 - 0     | Walsall           |
| Hull City       | 0 - 3     | Manchester City   |
| Tranmere        | 1 - 2     | Leicester City    |
| 22 ottobre 1963 |           |                   |
| Leeds Utd       | 2 - 0     | Swansea City      |
| 29 ottobre 1963 |           |                   |
| Stoke City      | 3 - 0     | Bolton            |
| 30 ottobre 1963 |           |                   |
| Norwich City    | 1 - 0     | Blackpool         |
| 4 novembre 1963 |           |                   |
| Bristol Rovers  | 1 - 1     | Gillingham        |
| Colchester Utd  | 4 - 1     | Northampton Town  |
| Millwall        | 1 - 1     | Lincoln City      |
| Rotherham Utd   | 4 - 2     | Coventry City     |
| Workington      | 1 - 0     | Huddersfield Town |
| Wrexham         | 3 - 5     | Portsmouth        |
| 5 novembre 1963 |           |                   |
| Notts County    | 3 - 2     | Bradford PA       |
| 6 novembre 1963 |           |                   |
| Bournemouth     | 2 - 1     | Newcastle Utd     |

### Replay
| Squadra 1        | Risultato | Squadra 2      |
| ---------------- | --------- | -------------- |
| 6 novembre 1963  |           |                |
| Gillingham       | 3 - 1     | Bristol Rovers |
| 12 novembre 1963 |           |                |
| Lincoln City     | 1 - 2     | Millwall       |

## Quarto turno
| Squadra 1        | Risultato | Squadra 2      |
| ---------------- | --------- | -------------- |
| 13 novembre 1963 |           |                |
| Notts County     | 3 - 2     | Portsmouth     |
| 19 novembre 1963 |           |                |
| Swindon Town     | 3 - 3     | West Ham Utd   |
| 26 novembre 1963 |           |                |
| Workington       | 2 - 1     | Colchester Utd |
| 27 novembre 1963 |           |                |
| Halifax Town     | 1 - 7     | Norwich City   |
| Leicester City   | 3 - 1     | Gillingham     |
| Manchester City  | 3 - 1     | Leeds Utd      |
| Rotherham Utd    | 5 - 2     | Millwall       |
| Stoke City       | 2 - 1     | Bournemouth    |

### Replay
| Squadra 1        | Risultato | Squadra 2    |
| ---------------- | --------- | ------------ |
| 25 novembre 1963 |           |              |
| West Ham Utd     | 4 - 1     | Swindon Town |

## Quarti di finale
| Squadra 1        | Risultato | Squadra 2       |
| ---------------- | --------- | --------------- |
| 16 dicembre 1963 |           |                 |
| Stoke City       | 3 - 2     | Rotherham Utd   |
| West Ham Utd     | 6 - 0     | Workington      |
| 17 dicembre 1963 |           |                 |
| Notts County     | 0 - 1     | Manchester City |
| 18 dicembre 1963 |           |                 |
| Norwich City     | 1 - 1     | Leicester City  |

### Replay
| Squadra 1       | Risultato  | Squadra 2    |
| --------------- | ---------- | ------------ |
| 15 gennaio 1964 |            |              |
| Leicester City  | 2 - 1(dts) | Norwich City |

## Semifinali
| Squadra 1      | Totale | Squadra 2       | Andata          | Ritorno         |
| -------------- | ------ | --------------- | --------------- | --------------- |
|                |        |                 | 15 gennaio 1964 | 5 febbraio 1964 |
| Stoke City     | 2 - 1  | Manchester City | 2 - 0           | 0 - 1           |
|                |        |                 | 5 febbraio 1964 | 23 marzo 1964   |
| Leicester City | 6 - 3  | West Ham Utd    | 4 - 3           | 2 - 0           |

## Finale

### Andata
| Arbitro: | W. Clements |

|            |           |        |
| Bebbington | Marcatori | Gibson |

| Stoke City | Leicester City |

| STOKE CITY      |                  |
|                 |                  |
| 1               | Lawrie Leslie    |
| 2               | Bill Asprey      |
| 3               | Tony Allen       |
| 4               | Calvin Palmer    |
| 5               | George Kinnell   |
| 6               | Eric Skeels      |
| 7               | Peter Dobing     |
| 8               | Dennis Viollet   |
| 9               | John Ritchie     |
| 10              | Jimmy McIlroy    |
| 11              | Keith Bebbington |
| Manager:        |                  |
| Tony Waddington |                  |

| LEICESTER CITY |                   |
|                |                   |
| 1              | Gordon Banks      |
| 2              | John Sjoberg      |
| 3              | Colin Appleton    |
| 4              | Max Dougan        |
| 5              | Ian King          |
| 6              | Graham Cross      |
| 7              | Howard Riley      |
| 8              | Terry Heath       |
| 9              | Ken Keyworth      |
| 10             | Dave Gibson       |
| 11             | Mike Stringfellow |
| Manager:       |                   |
| Matt Gillies   |                   |

### Ritorno
| Arbitro: | A. Jobling |

|                           |           |                 |
| Stringfellow Gibson Riley | Marcatori | Viollet Kinnell |

| Leicester City | Stoke City |

| LEICESTER CITY |                   |
|                |                   |
| 1              | Gordon Banks      |
| 2              | John Sjoberg      |
| 3              | Colin Appleton    |
| 4              | Max Dougan        |
| 5              | Ian King          |
| 6              | Graham Cross      |
| 7              | Howard Riley      |
| 8              | Richie Norman     |
| 9              | Ken Keyworth      |
| 10             | Dave Gibson       |
| 11             | Mike Stringfellow |
| Manager:       |                   |
| Matt Gillies   |                   |

| STOKE CITY      |                  |
|                 |                  |
| 1               | Bobby Irvine     |
| 2               | Bill Asprey      |
| 3               | Tony Allen       |
| 4               | Calvin Palmer    |
| 5               | George Kinnell   |
| 6               | Eric Skeels      |
| 7               | Peter Dobing     |
| 8               | Dennis Viollet   |
| 9               | John Ritchie     |
| 10              | Jimmy McIlroy    |
| 11              | Keith Bebbington |
| Manager         |                  |
| Tony Waddington |                  |